# You Hao
You Hao (en chino: 尤浩; Xuzhou, 26 de abril de 1992) es un deportista chino que compite en gimnasia artística, tres veces campeón mundial.
Participó en dos Juegos Olímpicos de Verano, obteniendo dos medallas, bronce en Río de Janeiro 2016 (por equipos) y plata en Tokio 2020 (anillas). Ganó ocho medallas en el Campeonato Mundial de Gimnasia Artística entre los años 2014 y 2023.

## Trayectoria
Empezó a practicar la gimnasia con cuatro años. En 2012 fue integrado en el equipo absoluto nacional chino y en 2013 disputó su primera competición internacional.
En los Juegos Olímpicos de Río de Janeiro 2016 ganó la medalla de bronce en la prueba por equipos (junto con Deng Shudi, Lin Chaopan, Liu Yang y Zhang Chenglong), y en los Juegos de Tokio 2020 consiguió la medalla de plata en las anillas, con una puntuación de 15,300, siendo superado por su compañero de equipo Liu Yang.
En el Mundial de 2014 obtuvo la medalla de oro en el concurso por equipos. En el Mundial del año siguiente se coronó campeón en la prueba de paralelas con 16,216 puntos, venciendo al ucraniano Oleh Verniayev y el azerbaiyano Oleg Stepko. Su tercer título mundial lo consiguió en 2022, en la prueba por equipos.
En 2016 recibió la Medalla de Honor al Deporte otorgada por la Administración General del Deporte de China.

## Palmarés internacional
| Juegos Olímpicos   | Juegos Olímpicos        | Juegos Olímpicos  | Juegos Olímpicos     |
| Año                | Lugar                   | Medalla           | Prueba               |
| ------------------ | ----------------------- | ----------------- | -------------------- |
| 2016               | Río de Janeiro (Brasil) | Medalla de bronce | Concurso por equipos |
| 2020               | Tokio (Japón)           | Medalla de plata  | Anillas              |
| Campeonato Mundial |                         |                   |                      |
| Año                | Lugar                   | Medalla           | Prueba               |
| 2014               | Nanning (China)         | Medalla de oro    | Concurso por equipos |
| 2014               | Nanning (China)         | Medalla de bronce | Anillas              |
| 2015               | Glasgow (Reino Unido)   | Medalla de oro    | Paralelas            |
| 2015               | Glasgow (Reino Unido)   | Medalla de plata  | Anillas              |
| 2015               | Glasgow (Reino Unido)   | Medalla de bronce | Concurso por equipos |
| 2022               | Liverpool (Reino Unido) | Medalla de oro    | Concurso por equipos |
| 2023               | Amberes (Bélgica)       | Medalla de plata  | Concurso por equipos |
| 2023               | Amberes (Bélgica)       | Medalla de bronce | Anillas              |